# Lake Ptichje
Der Lake Ptichje (englisch, russisch Озеро Птичье Osero Ptitschje, deutsch ‚Vogelsee‘) ist ein See an der Knox-Küste des ostantarktischen Wilkeslands. Er liegt in den Bunger Hills.
Wissenschaftler einer sowjetischen Antarktisexpedition kartierten und benannten ihn 1956. Das Antarctic Names Committee of Australia übertrug diese Benennung ins Englische.